# Danh sách video của Girls' Generation
Nhóm nhạc nữ Hàn Quốc Girls' Generation đã phát hành 49 video âm nhạc, 13 video vũ đạo và 11 video quảng cáo. Nhóm cũng đã xuất hiện trong nhiều phim điện ảnh, phim truyền hình và chương trình truyền hình.

## Video âm nhạc
| Tên                                         | Năm  | Đạo diễn         | Thời lượng | Ghi chú                                                                                 |
| ------------------------------------------- | ---- | ---------------- | ---------- | --------------------------------------------------------------------------------------- |
| "Into The New World" (다시 만난 세계)       | 2007 | Cheon Hyeok-jin  | 4:52       | Bài hát ra mắt                                                                          |
| "Girls' Generation" (소녀시대)              | 2007 | Không biết       | 3:55       |                                                                                         |
| "Kissing You"                               | 2008 | Lee Sang-kyu     | 3:20       |                                                                                         |
| "Baby Baby"                                 | 2008 | Không biết       | 3:23       |                                                                                         |
| "Love Hate" (오빠 나빠)                     | 2008 | Không biết       | 3:48       | Trình bày bởi Jessica, Tiffany và Seohyun                                               |
| "Gee"                                       | 2009 | Cho Soo-hyun     | 3:54       |                                                                                         |
| "Gee" (phiên bản màu sắc)                   | 2009 | Cho Soo-hyun     | 3:19       | Phiên bản vũ đạo                                                                        |
| "Gee" (phiên bản trắng)                     | 2009 | Cho Soo-hyun     | 3:20       | Phiên bản vũ đạo                                                                        |
| "Way To Go!" (힘 내!)                       | 2009 | Không biết       | 3:01       |                                                                                         |
| "Tell Me Your Wish (Genie)" (소원을 말해봐) | 2009 | Jang Jae-hyeok   | 4:00       |                                                                                         |
| "Oh!"                                       | 2010 | Cho Soo-hyun     | 3:33       |                                                                                         |
| "Run Devil Run"                             | 2010 | Cho Soo-hyun     | 3:27       |                                                                                         |
| "Run Devil Run"                             | 2010 | Cho Soo-hyun     | 3:46       | Phiên bản cốt truyện                                                                    |
| "Genie"                                     | 2010 | Jang Jae-hyeok   | 4:25       | Phiên bản tiếng Nhật                                                                    |
| "Genie"                                     | 2010 | Jang Jae-hyeok   | 3:32       | Phiên bản tiếng Nhật; phiên bản vũ đạo                                                  |
| "Gee"                                       | 2010 | Cho Soo-hyun     | 3:35       | Phiên bản tiếng Nhật                                                                    |
| "Gee"                                       | 2010 | Cho Soo-hyun     | 3:22       | Phiên bản tiếng Nhật; phiên bản vũ đạo                                                  |
| "Genie"                                     | 2010 | Không biết       | 3:31       | Phiên bản 3D                                                                            |
| "Hoot" (훗)                                 | 2010 | Jang Jae-hyeok   | 4:13       |                                                                                         |
| "Hoot"                                      | 2010 | Jang Jae-hyeok   | 3:18       | Phiên bản vũ đạo                                                                        |
| "Beautiful Girls"                           | 2011 | Không biết       | 3:57       | Trình bày bởi Yoo Young-jin                                                             |
| "Run Devil Run"                             | 2011 | Hideaki Sunaga   | 3:36       | Phiên bản tiếng Nhật                                                                    |
| "Run Devil Run"                             | 2011 | Hideaki Sunaga   | 3:25       | Phiên bản tiếng Nhật; phiên bản vũ đạo                                                  |
| "Mr. Taxi"                                  | 2011 | Hideaki Sunaga   | 3:46       |                                                                                         |
| "Mr. Taxi"                                  | 2011 | Hideaki Sunaga   | 3:37       | Phiên bản tiếng Nhật; phiên bản vũ đạo                                                  |
| "Echo"                                      | 2011 | Không biết       | 3:31       |                                                                                         |
| "Run Devil Run"                             | 2011 | Không biết       | 3:58       | Phiên bản 3D                                                                            |
| "Bad Girl"                                  | 2011 | Hideaki Sunaga   | 4:05       |                                                                                         |
| "The Boys"                                  | 2011 | Hong Won-ki      | 5:19       | Phiên bản tiếng Hàn                                                                     |
| "The Boys"                                  | 2011 | Hong Won-ki      | 5:20       | Phiên bản tiếng Anh                                                                     |
| "Time Machine"                              | 2012 | Masaaki Uchino   | 5:38       |                                                                                         |
| "Paparazzi"                                 | 2012 | Toshiyuki Suzuki | 6:36       |                                                                                         |
| "Paparazzi"                                 | 2012 | Toshiyuki Suzuki | 4:10       | Phiên bản cận cảnh                                                                      |
| "Paparazzi"                                 | 2012 | Toshiyuki Suzuki | 3:53       | Phiên bản vũ đạo đầy đủ                                                                 |
| "Paparazzi"                                 | 2012 | Toshiyuki Suzuki | 3:56       | Phiên bản vũ đạo Gold                                                                   |
| "All My Love is For You"                    | 2012 | Masaaki Uchino   | 4:06       |                                                                                         |
| "Oh!"                                       | 2012 | Hideaki Sunaga   | 4:10       | Phiên bản tiếng Nhật                                                                    |
| "Oh!"                                       | 2012 | Hideaki Sunaga   | 3:11       | Phiên bản tiếng Nhật; phiên bản vũ đạo                                                  |
| "Flower Power"                              | 2012 | Toshiyuki Suzuki | 3:42       |                                                                                         |
| "Flower Power"                              | 2012 | Toshiyuki Suzuki | 3:23       | Phiên bản vũ đạo                                                                        |
| "Dancing Queen"                             | 2012 | Không biết       | 4:23       | Sản xuất vào năm 2008 nhưng đến tháng 12 năm 2012 mới phát hành                         |
| "I Got A Boy"                               | 2013 | Hong Won-ki      | 5:05       |                                                                                         |
| "Love & Girls"                              | 2013 | Toshiyuki Suzuki | 3:37       |                                                                                         |
| "Love & Girls"                              | 2013 | Toshiyuki Suzuki | 3:17       | Phiên bản vũ đạo                                                                        |
| "Galaxy Supernova"                          | 2013 | Toshiyuki Suzuki | 3:42       |                                                                                         |
| "Galaxy Supernova"                          | 2013 | Toshiyuki Suzuki | 3:30       | Phiên bản vũ đạo                                                                        |
| "My oh My"                                  | 2013 | Hong Won-ki      | 3:27       |                                                                                         |
| "Beep Beep"                                 | 2013 | Toshiyuki Suzuki | 3:39       | Phiên bản ngắn được phát hành vào tháng 4; phiên bản đầy đủ được phát hành vào tháng 12 |
| "Mr.Mr."                                    | 2014 | Kim Beom-chul    | 4:04       |                                                                                         |
| "Mr. Taxi"                                  | 2014 | Không biết       | 3:35       | Phiên bản chia màn hình                                                                 |
| "Indestructible"                            | 2014 | Không biết       | 4:35       | Video lời bài hát                                                                       |
| "Divine"                                    | 2014 | Không biết       | 5:44       | Phiên bản cốt truyện; video âm nhạc đầu tiên không có sự xuất hiện của các thành viên   |
| "Divine"                                    | 2014 | Không biết       | 4:18       | Video âm nhạc cuối cùng có sự tham gia của 9 thành viên trước khi Jessica rời nhóm      |
| "Catch Me If You Can"                       | 2015 | Toshiyuki Suzuki | 4:22       | Phiên bản tiếng Hàn                                                                     |
| "Catch Me If You Can"                       | 2015 | Toshiyuki Suzuki | 4:21       | Phiên bản tiếng Nhật                                                                    |
| "Party"                                     | 2015 | Hong Won-ki      | 3:38       |                                                                                         |
| "Lion Heart"                                | 2015 | Hong Won-ki      | 5:37       |                                                                                         |
| "You Think"                                 | 2015 | Không biết       | 3:18       |                                                                                         |
| "Sailing (0805)"                            | 2016 | Không biết       | 4:21       |                                                                                         |
| "Holiday"                                   | 2017 | Không biết       | 3:24       |                                                                                         |
| "All Night"                                 | 2017 | Không biết       | 7:48       | Phiên bản phim tài liệu                                                                 |
| "All Night"                                 | 2017 | Không biết       | 3:52       | Phiên bản clean                                                                         |

## Video quảng cáo
| Tên                         | Năm  | Thời lượng | Ghi chú                                                                                 |
| --------------------------- | ---- | ---------- | --------------------------------------------------------------------------------------- |
| "It's Fantastic"            | 2008 | 3:31       | Bài hát chủ đề của trò chơi điện tử Mabinogi; trình bày bởi Jessica, Tiffany và Seohyun |
| "Haptic Motion"             | 2008 | 7:48       | Phim quảng cáo cho điện thoại Anycall Haptic của Samsung; cùng với TVXQ                 |
| "HaHaHa Song"               | 2009 | 1:20       | Chiến dịch cộng đồng                                                                    |
| "Chocolate Love"            | 2009 | 4:00       | Phim quảng cáo cho điện thoại Cyon Chocolate của LG                                     |
| "Seoul"                     | 2009 | 4:14       | Phim quảng cáo cho ngành du lịch thành phố Seoul, cùng với Super Junior                 |
| "Cabi Song"                 | 2010 | 4:28       | Phim quảng cáo cho khu du lịch Caribbean Bay, cùng với 2PM                              |
| "Lal Lal La"                | 2010 | 2:59       | Phim cổ động bầu cử                                                                     |
| "Hey, Cooky!"               | 2010 | 3:06       | Phim quảng cáo cho điện thoại Cyon Cooky của LG                                         |
| "Genie"                     | 2010 | 3:31       | Phim quảng cáo cho TV PAVV LED 3D của Samsung                                           |
| "첫눈에... (Snowy Wish)"    | 2010 | 3:37       | Phim quảng cáo cho Daum                                                                 |
| "Visual Dreams (Pop! Pop!)" | 2011 | 3:30       | Phim quảng cáo cho Intel châu Á                                                         |

## Danh sách phim

### Phim điện ảnh
| Tên               | Năm  | Vai        | Ghi chú       |
| ----------------- | ---- | ---------- | ------------- |
| I AM.             | 2012 | Chính mình | Phim tài liệu |
| SMTown: The Stage | 2015 | Chính mình | Phim tài liệu |

### Truyền hình

#### Phim truyền hình
| Tên                   | Năm  | Vai        | Kênh            | Ghi chú            | Chú thích |
| --------------------- | ---- | ---------- | --------------- | ------------------ | --------- |
| Kimcheed Radish Cubes | 2007 | Chính mình | MBC             | Khách mời; tập 9   |           |
| Sazae-san 3           | 2011 | Chính mình | Fuji Television | Khách mời          | [ 81 ]    |
| ENT                   | 2012 | Chính mình | Webtoon         | Nhân vật hoạt hình | [ 82 ]    |

#### Chương trình thực tế
| Tên                                      | Năm  | Kênh    | Ghi chú                                                       |
| ---------------------------------------- | ---- | ------- | ------------------------------------------------------------- |
| Girls' Generation Goes to School         | 2007 | Mnet    | Ghi lại quá trình ra mắt của nhóm                             |
| MTV Girls' Generation                    | 2007 | SBS MTV |                                                               |
| Factory Girl                             | 2008 | Mnet    | [ 84 ]                                                        |
| Girls' Generation's Horror Movie Factory | 2009 | MBC     | Yoona không tham gia vì phải ghi hình cho phim Cinderella Man |
| Himnaera Him!/Cheer Up!                  | 2009 | MBC     |                                                               |
| Girls' Generation's Hello Baby           | 2009 | KBS     | Một phần của chương trình Hello Baby                          |
| Right Now It's Girls' Generation         | 2010 | Y-Star  |                                                               |
| Girls' Generation Star Life Theater      | 2011 | KBS2    | Ghi lại quá trình phát hành album The Boys                    |
| Girls' Generation and the Dangerous Boys | 2011 | JTBC    | [ 86 ]                                                        |
| Channel Girls' Generation                | 2015 | OnStyle | Chương trình thực tế đầu tiên sau khi Jessica rời nhóm        |
| Girl's for Rest                          | 2018 | V Live  |                                                               |

#### Chương trình đặc biệt
| Tên                                      | Năm  | Kênh | Ghi chú                 |
| ---------------------------------------- | ---- | ---- | ----------------------- |
| Girls' Generation’s Christmas Fairy Tale | 2011 | MBC  | Chương trình giáng sinh |
| Girls' Generation's Romantic Fantasy     | 2013 | MBC  | Chương trình năm mới    |